# Cubìa

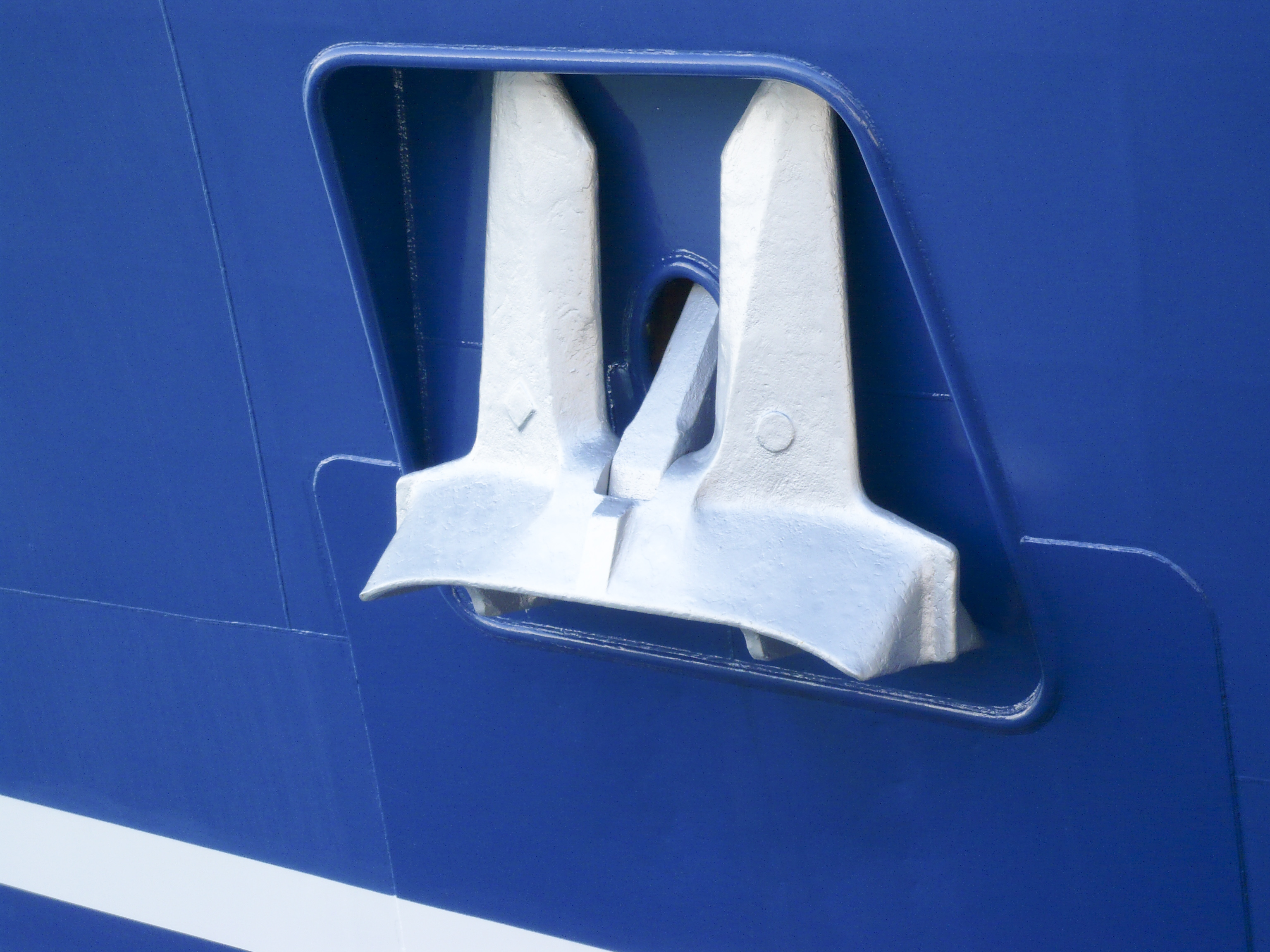
Ancora alloggiata nella cubìa

La cubìa, detta anche occhio di cubìa, è l'apertura presente sulla superficie dei masconi delle navi dove trova alloggiamento l'ancora.
Tale nome deriva dall'usanza di alcune popolazioni antiche di dipingere un occhio quale espressione di fede in una divinità che si credeva sempre vigile contro i pericoli della navigazione.